# Los ricos también lloran
Los ricos también lloran ("Bogaci też płaczą") – meksykańska telenowela z 1979 roku, wyreżyserowana przez  Rafaela Banquellsa według scenariusza Carlosa Romery. Główne role zagrali Verónica Castro, Rogelio Guerra oraz Rocío Banquells. Castro była również wykonawczynią tytułowej piosenki Aprendí a Llorar (Uczyłam się płakać), którą napisała Lolita de la Colina. Telenowela liczy 168, 60-minutowych odcinków.

## Fabuła
Mariana Villareal staje się bezdomna po śmierci ojca. Jej macocha wyrzuca ją z hacjendy. Ucieka do Meksyku, gdzie miejscowy ksiądz prosi milionera Don Alberto Salvatierra, aby zaopiekował się dziewczyną. Don Alberto przyjmuje ją i finansuje jej edukację. Jego syn Luis Alberto jest uwodzicielem, wykorzystał wiele dziewczyn, a jego celem jest tylko zdobyć, wykorzystać i porzucić. Ojciec zabrania mu postąpić tak z Marianną. Esther, daleka kuzynka Luisa Alberto, przeprowadza się do ich rezydencji, aby zdobyć serce Luisa Alberta i w rezultacie wziąć z nim ślub. Mariana jednak zawładnęła sercem i umysłem Luisa Alberta. Zakochuje się w niej z wzajemnością.

## Obsada
- Verónica Castro – Mariana Villareal
- Rogelio Guerra – Luis Alberto Salvatierra Izaguirre
- Rocío Banquells – Esther Izaguirre
- Christian Bach – Joanna Smith
- Rafael Banquells – Adrián
- Augusto Benedico – Don Alberto Salvatier
- Edith González – Marisabel Castañeda Smith

## Adaptacje
- Maria z przedmieścia (1995–1996)
- Os Ricos Também Choram (2005)
- Marina (2006–2007)
- Maria la del Barrio (2011)